# Freziera longipes
Freziera longipes är en tvåhjärtbladig växtart som beskrevs av Louis René Tulasne. Freziera longipes ingår i släktet Freziera och familjen Pentaphylacaceae. Inga underarter finns listade i Catalogue of Life.